# ケニー・ファンヒュメル
ケニー・ファンヒュメル（Kenny van Hummel、1982年9月30日- ）は、オランダ、アルンヘム出身の自転車競技（ロードレース）選手。

## 経歴
ジュニア、アマチュア時代はロードレースのみならず、トラックレース、シクロクロスでも実績を挙げた。
2006年、スキル・シマノと契約を結んでプロ転向。
2009年
- オランダ・フード・ヴァリー・クラシック優勝。
- ロンド・ファン・ドレンテ 2位
- スヘルデプライス 2位
- 国内選手権ロードレース 2位
- ダンケルク4日間レース 区間1勝
- 上記の通り、春シーズン急成長を遂げた。これらの実績を買われ、同年のツール・ド・フランス出場を果たしたが、後述の通り、違った意味で注目されることになる。

2010年
- ツール・ド・ピカルディ 区間1勝
- ツール・ド・ベルギー ステージ1勝。
- 10月のツアー・オブ・ハイナンで第4ステージから第7ステージまでステージ3連勝（第6ステージは中止）。第8ステージでもスプリントを制して1着入線したが、チームカーに引かせて集団復帰したとされペナルティにより降着された[1]。しかし翌第9ステージも制し、8ステージ中4ステージを勝つという大活躍を見せた。

2011年
- ロンド・ファン・ドレンテ 区間2勝（第1，2）、総合優勝
- メモリアル・リック・ファン・ステーンベルヘン 優勝

2012年、ヴァカンソレイユ・DCMに移籍。
- ツール・ド・ピカルディ 区間1勝（第2）

## 「最悪のクライマー」としての人気
スプリンターである彼は、山岳ステージを大の苦手としており、2009年にツール・ド・フランスに初出場すると、第2ステージ最初の3級山岳にて、最初に集団から離され、山に対する弱さが浮き彫りになった。しかし山岳コースを苦手とするスプリンタータイプの選手が何人かリタイアする中、ピレネー、アルプスの両山岳ステージにおいて、収容車に追われながらも常に制限時間すれすれでゴールした。両方とも100km以上をグルペットにも入れず個人タイムトライアル状態でゴールするという体力的には非常に厳しい状態であった。フランスのスポーツ紙・レキップから『史上最悪のクライマー』と皮肉混じりに取り上げられる一方で、僚友の別府史之はツイッターでファンヒュメルを「超人」と賞賛し、ランス・アームストロングもこれに賛同した。こうしてファンヒュメルは一躍、世界中の自転車ファンの注目の的となり、沿道のファンの声援も日増しに大きくなった。
しかし、アルプス最終ラウンドとなる第17ステージ、約88km地点の下りで転倒しひざを負傷。病院へ運ばれリタイアとなってしまった。にもかかわらず、「（ぶっちぎりの）最下位であっても必ずゴールしてくれるはず」と期待していた大勢の沿道のファンたちが口をそろえて、「ケニーはどうした？」と叫んだという。